# 庫恩卡區 (萬卡韋利卡省)
庫恩卡區（西班牙語：Distrito de Cuenca），是秘魯的一個區，位於該國中南部萬卡韋利卡大區的萬卡韋利卡省，始建於1920年8月17日，面積50.25平方公里，海拔高度3,167米，2005年人口2,669，人口密度每平方公里53人。